# 陶拉诺
陶拉诺（義大利語：Taurano），是意大利阿韦利诺省的一个市镇。总面积9平方公里，人口1605人，人口密度178.3人/平方公里（2009年）。ISTAT代码为064106。